# نيشان البيت الحسيني
نيشان البيت الحسيني أو نيشان العائلة أو نيشان الدم هو وسام ملكي تونسي أسس في 1256 هـ/1839 من قبل أحمد باي الأول، وبقي موجودا حتى إلغاء الملكية في 1957.

هذا الوسام ذو الصنف الواحد، كان في البداية يقدم فقط لأفراد العائلة الحسينية، ثم أصبح يقدم لقلة قليلة من كبار رجال الدولة التونسية، وأخيرا أصبح يقدم كهدية للملوك الأجانب.

## الشارة وطريقة حملها
تتكون شارة الوسام من:
- شارة في شكل شمس ذات 12 شعاعا مرصعين بالألماس أو الياقوت، تعلوها عقدة من الألماس أيضا.
- وشاح أخضر ذو خطين أحمرين في كلا جانبيه.

يحمل الوسام بالطريقة التالية:
- صنف وحيد، يحمل كقلادة.

## التاريخ
نيشان البيت الحسيني هو ثاني وسام تونسي أسس بعد نيشان الافتخار، ولكنه يقع في المرتبة الأولى من حيث الأهمية.

كان في البداية يقدم فقط لأفراد العائلة الحسينية، ثم أصبح يقدم لقلة قليلة من كبار رجال الدولة التونسية، وأخيرا أصبح يقدم كهدية للملوك الأجانب. أول من تقلده من غير ملوك وأمراء البيت الحسيني كان الوزير الأكبر مصطفى خزندار في 1273 هـ/1856.

في 1277 هـ/1860، أصدر محمد الصادق باي القانون المنظم لنياشين الدولة ومن ضمنهم هذا النيشان.

حسب القانون وقتئذ، فإن النيشان الحسيني خاص بالباي وعائلته، ولهذا الأخير الحق في منحه لنفر واحد من أعيان رعيته، وجرت العادة على أن يكون الوزير الأكبر، وذلك إلى جانب الملوك والأمراء والرؤساء الأجانب، وفي بداية القرن العشرين منح النيشان لوزراء خارجية فرنسا والوزراء الأجانب المقيمين بتونس. يذكر أن النيشان سيترجع من الوزراء عند وفاتهم أو لأسباب أخرى.
حسب المؤرخ محمد بن الخوجة، فإن تكلفة صنع نيشان الوزير خير الدين باشا بلغت 30 ألف ريال، بينما نيشان علي باي الثالث بلغت تكلفته 50 ألف ريال.

## روابط خارجية
- الأوسمة التونسية على موقع royalark.

## بيبليوغرافيا
- محمد العزيز بن عاشور، Honneur & Gloire : Les Décorations tunisiennes à l'époque husseïnite (الشرف والمجد: الأوسمة التونسية في الفترة الحسينية)، دار نشر Sagittaire éditions، باريس، الصفحات 34-47، 1994 (ردمك 9973-9738-0-1).